# Улица Саркандаугавас
Улица Са́рканда́угавас (латыш. Sarkandaugavas iela) — улица в Северном районе города Риги, в историческом районе Саркандаугава. Пролегает в северо-западном и северном направлении, от перекрёстка улиц Тилта и Патверсмес до улицы Загеру. В конце улицы Саркандаугавас расположен музей «Даудери» (ул. Загеру, 7).

## История
На планах города улица Саркандаугавас появляется в 1876 году, но ещё без названия. В городских адресных книгах впервые упоминается в 1877 году под названием Кладбищенская (нем. Begräbnisstrasse, латыш. Apbedījuma iela), но это название относилось лишь к участку севернее нынешней улицы Аллажу. В 1885 году эта улица получила наименование Адольфовская (нем. Adolfstrasse, латыш. Ādolfa iela).
Нынешний участок между улицами Аллажу и Целиниеку до начала XX века представлял собой дорожку вдоль кладбища без какой-либо застройки, а далее к югу улица вообще не была проложена. На этом участке она появляется на картах лишь к 1921 году, под названием Harasa iela (рус. Гарраская улица, нем. Harrasstrasse). В 1938 году Гарраская улица была присоединена к Адольфовской, а в 1950 году эта объединённая улица получила современное наименование, которое более не изменялось.

## Транспорт
На всём протяжении улица Саркандаугавас имеет асфальтовое покрытие. Движение двустороннее. Общая длина улицы составляет 973 метра.
По улице Саркандаугавас проложена двухпутная трамвайная линия, имеется одноимённая остановка. В конце улицы, у остановки «Aldaris», устроено разворотное кольцо, использовавшееся трамвайным маршрутом № 9 (в настоящее время отменён).

## Застройка
- Дом № 3 и бывший дом № 5/7 (ныне считается частью дома № 3) — жилые дома для работников электромашиностроительного завода (1954, 1950).
- Дом № 6 — бывший доходный дом (1911, архитектор Николай Яковлев).
- Дом № 10 — лютеранская церковь Святой Троицы (1876—1878, архитектор И. Д. Фельско) — памятник архитектуры местного значения[7], а установленный в ней орга́н (1882) — памятник искусства государственного значения. При церкви расположено Саркандаугавское горное кладбище и парк Саркандаугавас (разбит в 1968 году на месте бывшего кладбища Александровского дома для умалишённых)[8].
- Дом № 22 — Рижский Пушкинский лицей (с 1989, здание построено в 1975 как средняя школа № 79, типовой проект, архитекторы Виталий Фёдоров и Эмилия Лейтане)[9].
- Дом № 24 — бывшая начальная школа для бедных (1905, архитектор Рейнгольд Шмелинг; правое крыло пристроено в 1938 г); в настоящее время — детско-юношеский центр «Laimīte».

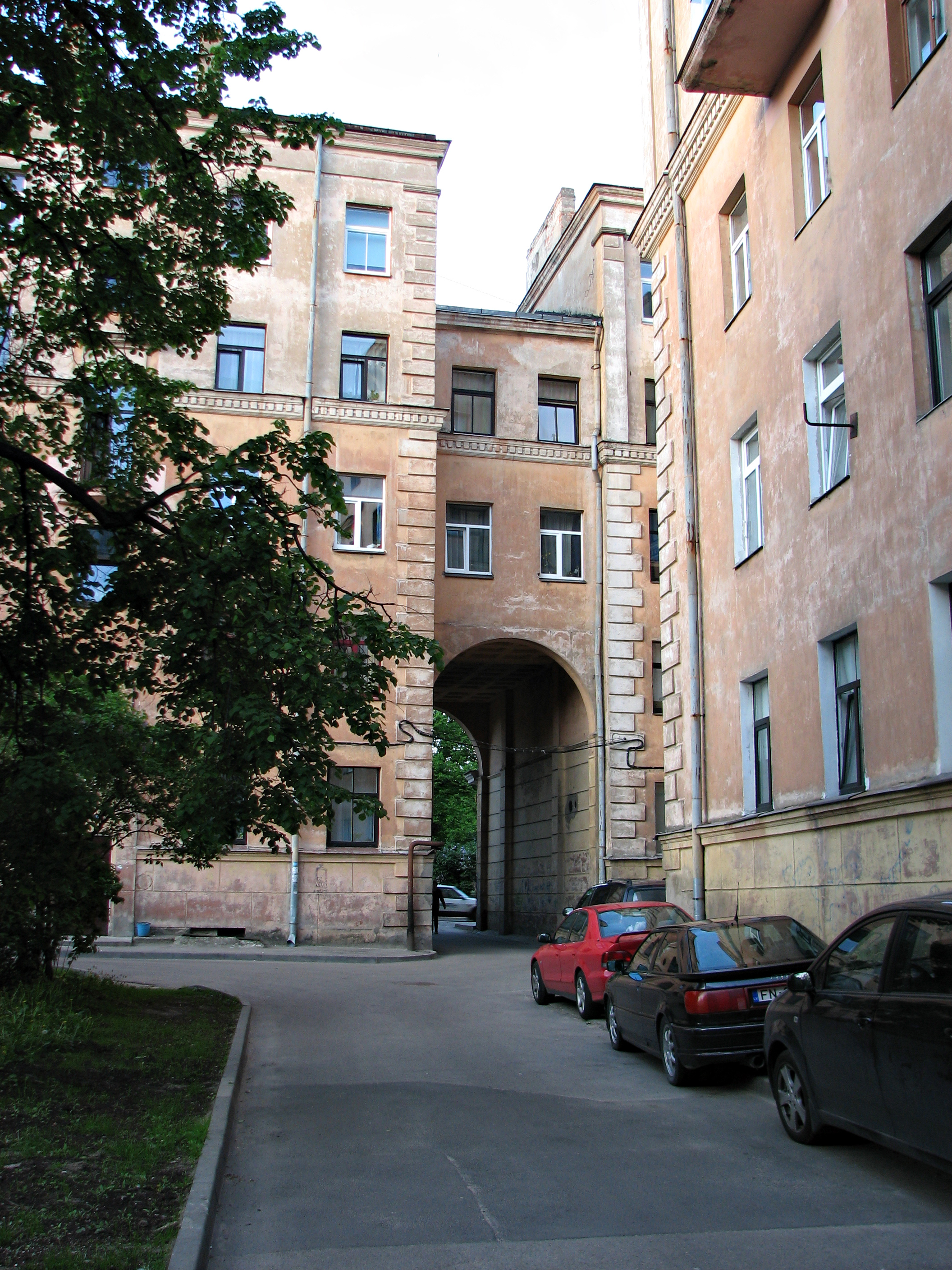
Во дворе дома № 3
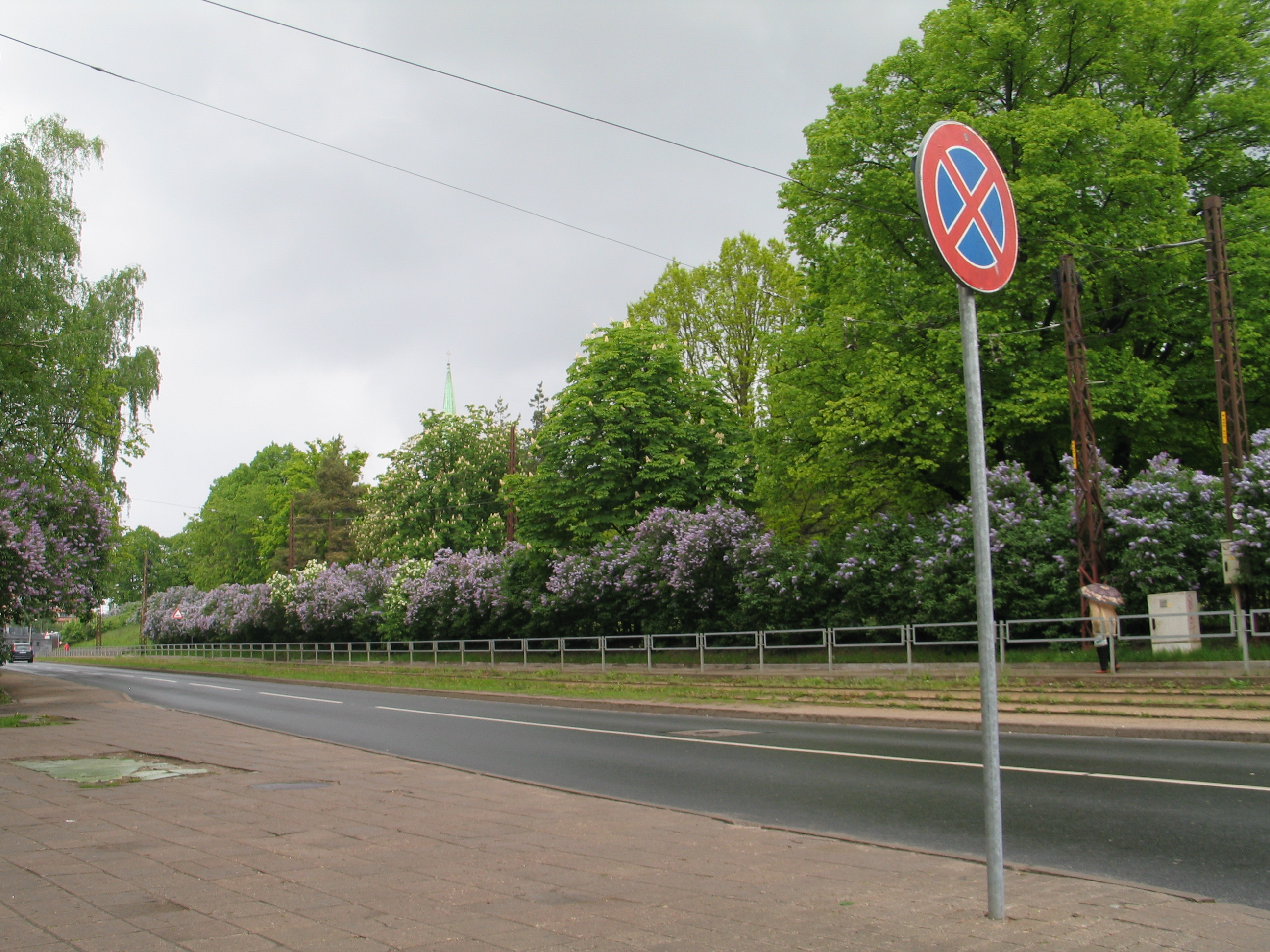
Вид вдоль парка Саркандаугавас
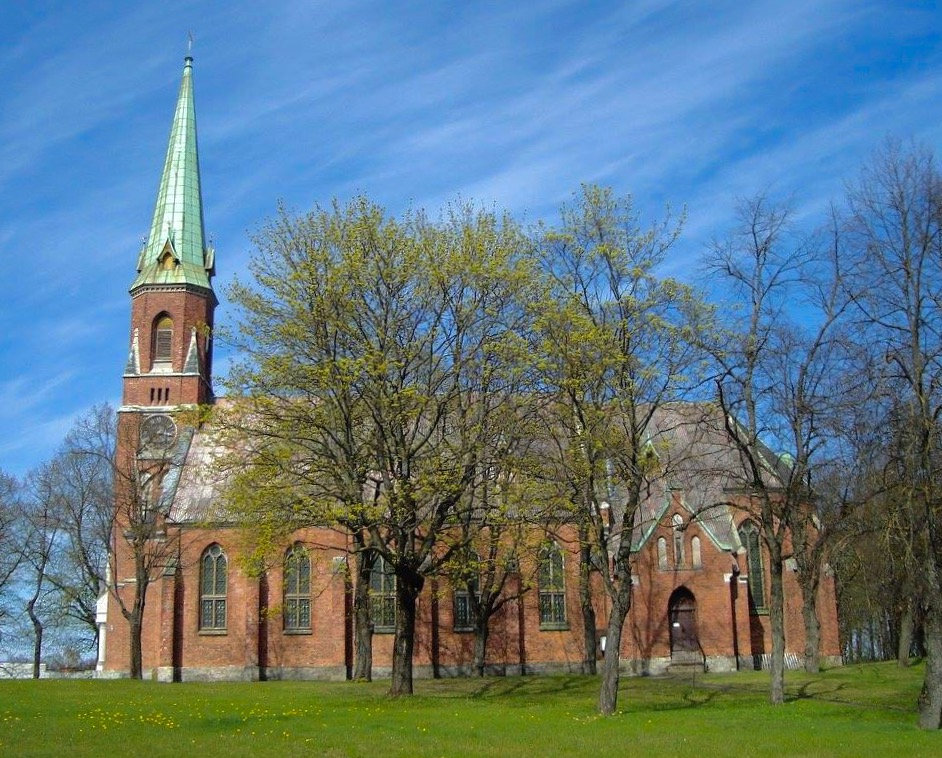
Троицкая церковь
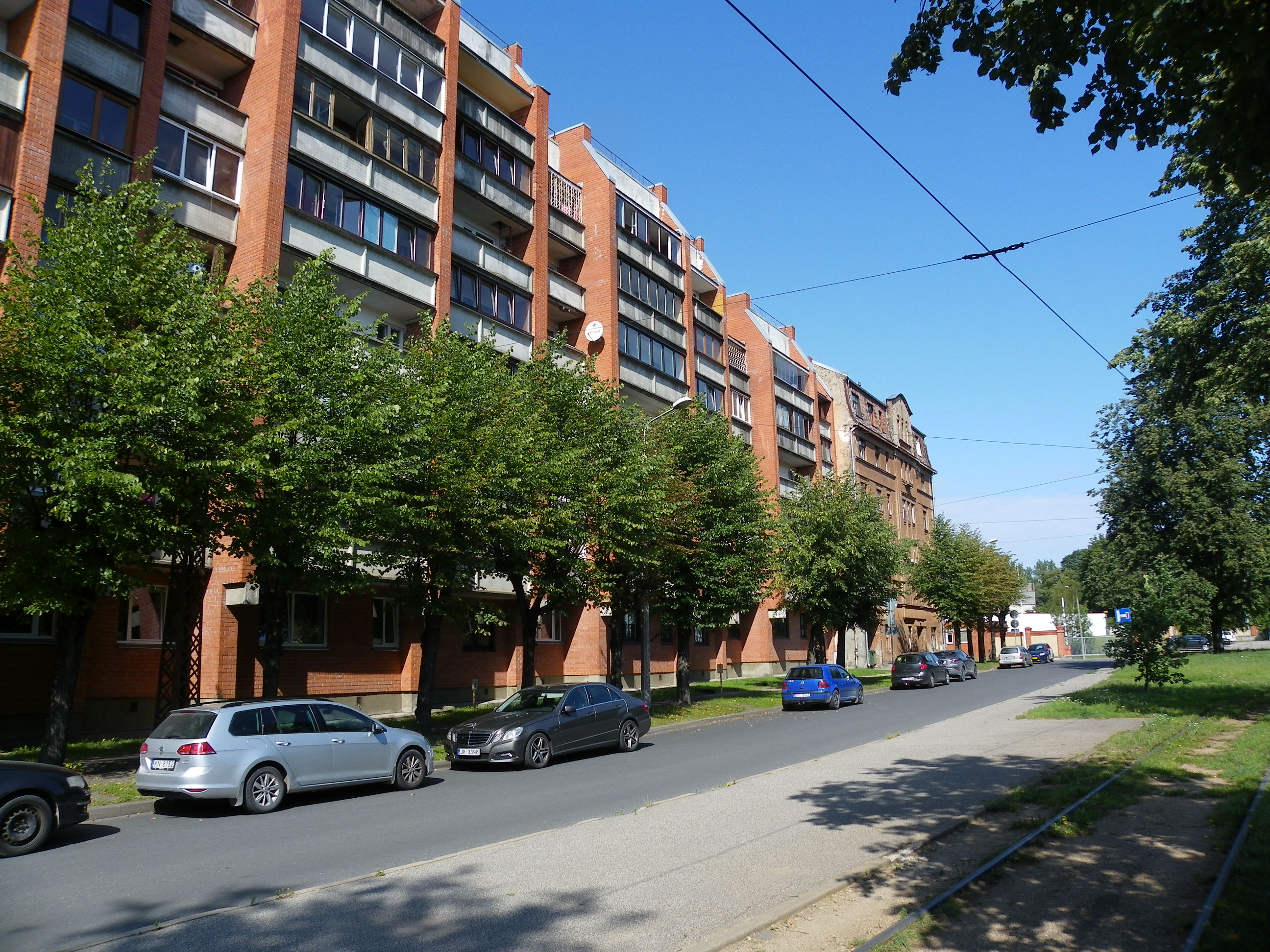
Дом № 31

## Прилегающие улицы
Улица Саркандаугавас пересекается со следующими улицами:
- улица Тилта
- улица Целиниеку
- улица Аллажу
- улица Лимбажу
- улица Лапсту
- улица Загеру